# Josef Dudel
Josef Dudel (* 1930 in Küstrin) ist ein deutscher Neurophysiologe mit Schwerpunkt synaptische Erregungsübertragung. 
Dudel studierte Medizin und promovierte an der Universität Heidelberg. Er habilitierte sich 1962. 1971 wurde er Ordinarius für Physiologie und Direktor des Physiologischen Institutes der Technischen Universität München. Von 1991 bis 1997 war er Dekan der Medizinischen Fakultät. Mitte der 1990er Jahre gründeten Josef Dudel und Franz Hoffmann den Sonderforschungsbereich (SFB) „Mechanismen der schnellen Zellaktivierung“, der der erste SFB an dieser Fakultät war. 1998 wurde Dudel emeritiert. 
Dudel war Mitglied des Senats der Deutschen Forschungsgemeinschaft und im Board of Governors der German-Israeli Foundation for Scientific Research and Development. Seit 1975 ist er ordentliches Mitglied der Bayerischen Akademie der Wissenschaften.

## Auszeichnungen
- 1982: Bundesverdienstkreuz am Bande
- 1992: Max-Planck-Forschungspreis (Biowissenschaften/Medizin)